# قانون حقوق الطبع والنشر في سوريا
حقوق المؤلف في سوريا منظمة بموجب المرسوم التشريعي رقم 62 للعام 2013 بشأن قانون حماية حقوق المؤلف والحقوق المجاورة.

## تطور قانون حق المؤلف في سوريا
صدر أول قانون حق مؤلف في سوريا في العام 2001 بتاريخ 19 فبراير 2001 وكان رقمه 12/2001. أُلغي هذا القانون عند صدور المرسوم التشريعي 62 للعام 2013 بشأن حماية حقوق المؤلف والحقوق المجاورة بتاريخ 16 سبتمبر 2013 ومازال هذا القانون ساريا حتى الآن.

## الأحكام الأساسية
تحمى المصنفات الأدبية والعلمية والفنية وفق القانون السوري تلقائيا دون الحاجة لأي إجراء شكلي وبغض النظر عن قيمة المصنفات أو الغرض من تأليفها أو نوعها وسواء كان المصنف مثبتاً بشكل مادي أم لا، وتشمل الحماية جميع أنواع أشكال الإنتاج العقل البشري بما في ذلك برامج الحاسب الآلي وقواعد البيانات. وبالإضافة إلى حقوق المؤلف الكلاسيكية، يحمي قانون حق المؤلف السوري الحقوق المجارة مثل حقوق فناني الأداء ومنتجي التسجيلات السمعية أو البصرية ومحطات البث. يحتوي القانون أيضاً على أحكام خاصة بالحقوق المعنوية والمادية وأحكام ترتبط باستثناءات الحماية والتراخيص الإجبارية والإدارة الجماعية للحقوق.

## الحقوق المعنوية
يتمتع المؤلف وفق القانون السوري بالحقوق المعنوية الآتية:
- نشر مصنفه لأول مرة وتعيين طريقة وموعد النشر.
- نسبة المصنف إليه أو عدم الإفصاح عن هويته أو استعمال اسم مستعار.
- منع أي تحريف أو تشويه أو أي تعديل لمصنفه.
- منع أي مساس بمصنفه بطريقة من شأنها الإضرار بشرفه أو بسمعته.
- حظر طرح مصنفه للتداول إذا طرأت أسباب جدية تبرر الحظر.

## الحقوق المالية
يتمتع المؤلف وفق القانون السوري بالحقوق المالية الآتية:
- نسخ المصنف بأي طريقة.
- ترجمة المصنف أو توزيعه موسيقيا أو إجراء أي تعديل آخر عليه.
- توزيع المصنف على الجمهور عن طريق البيع أو أي تصرف آخر ناقل للملكية.
- الأداء العلني للمصنف.
- الإتاحة إلى الجمهور عن طريق الإنترنت أو غيرها من الوسائل.

## مدة الحماية
تحمى الحقوق المعنوية للمؤلف وفق القانون السوري لمدة أبدية، إلا أن الحقوق المالية للمؤلف تبقى محمية طول حياة المؤلف ولمدة خمسين سنة تلي نهاية سنة وفاته في حالة المصنفات العامة، وبالنسبة للمصنفات السمعية أو البصرية و المصنفات الجماعية فإن مدة الخمسين سنة تبدأ من أول السنة التالية لنشرها لأول مرة، وفي حالة عدم نشرها خلال خمسين سنة من تاريخ إنجازها فتحسب المدة ابتداء من أول السنة الميلادية التالية لتاريخ إنجازها. أما بالنسبة لمصنفات الفنون التطبيقية فتحمى لمدة خمس وعشرين سنة تبدأ من أول السنة الميلادية التالية للسنة التي جرى فيها إنجاز المصنف، وتحمى قواعد البيانات لمدة خمس عشرة سنة تبدأ من أول السنة الميلادية التالية للسنة التي إنجزت بها قاعدة البيانات.

## عضوية اتفاقيات حق المؤلف الدولية
انضمت سوريا إلى اتفاقيات حق المؤلف الدولية الآتية:
- اتفاقية برن لحماية المصنفات الأدبية والفنية
- اتفاقية روما بشأن حماية فناني الأداء ومنتجي التسجيلات الصوتية وهيئات الإذاعة
- معاهدة بيجين بشأن الأداء السمعي البصري
- معاهدة مراكش لتيسير النفاذ إلى المصنفات المنشورة لفائدة الأشخاص المكفوفين أو معاقي البصر أو ذوي إعاقات أخرى في قراءة المطبوعات